# Радосављев зборник
Радосављев зборник је српска средњовековна рукописна књига из XV века.
Зборник је најмлађи међу илуминираним српским црквеним рукописима из средњовјековне Босни. Представља препис зборника који потиче најкасније из прве половине XIII века.
Исписао га је Радосав Крстијанин Гоисаку на хартији у доба краља Томаша Котроманића (1443—1461) године. Величина рукописа је 11х14 цм и садржи 60 листова.
Радосављев зборник је значајан по својој садржини. Он садржи као главни текст Откривење Јованово, молитву Оче наш, кратке молитве и на крају, почетак Јеванђеља по Јовану (гл. I, 1-16).
Апокалипса у Зборнику (л. 1-56) има наслов „апокалипси Нов(а)на еванђелиста и ап(ост)ла“ и испуњава скоро читав садржај зборника. Текст је писан у једном ступцу, осим л. 41 који је писан у два ступца. Језик је углавном српска икавица, али има и необичних одступања. Наслови глава су исписани у тексту са почетним црвеним иницијалима. На доњој хоризонталној маргини (л. 519) налази се почетак глагољског алфабета, који је непотпуно исписан и на л. 55 и 55v. Потпуни текст глагољског алфабета налази се уз текст Обредника (л. 57) који испуњава остатак рукописа.
Рукопис садржи око 74 декоративних иницијала: лепезе, стилизоване палметице у срцоликом оквиру и руке које спајају делове окоснице иницијала.
На крају зборника, поред записа је портрет мушкарца за кога се претпоставља да је краљ Стефана Томаша Котроманића (л. 58v, сл. 57), или аутор Радослав крстјанин. Вероватније је да је у питању представа аутора овог рукописа.
Рукопис се чува у Ватиканској библиотеци, у збирци Mus, Borg. P. E. Vaticano, illirico 12. 